# Egon Plovier
Egon Plovier est un pilote belge de char à voile, de catégorie classe 3. 

## Palmarès

### Championnats du monde
- Médaille d'or en 2008, à Rada Tilly,  Argentine
- Médaille d'argent en 2006, au Touquet,  France

### Championnats d'Europe
- Médaille d'or en 2007, à Hoylake,  Royaume-Uni
- Médaille d'argent en 1996, à Asnelles,  France
- Médaille d'argent en 1995, à Terschelling,  Pays-Bas
- Médaille d'argent en 1994, à La Panne,  Belgique

### Compétitions diverses
- Vainqueur de la Louis-Blériot Cup, en 2011